# Ivànovo detstvo
Ivànovo detstvo (en rus, Ива́ново де́тство, 'La infància d'Ivan') és una pel·lícula soviètica de 1962 dirigida per Andrei Tarkovski. Està basada en el relat Ivan (Иван), publicat en 1957 per Vladímir Bogomólov. L'adaptació del guió és obra de Mikhaïl Papava i del mateix Tarkovski, que no apareix acreditat com a tal. En la pel·lícula actuen el nen Nikolai Burliàiev, Valentín Zubkov, Ievgueni Jàrikov, Stepan Krilov, Nikolai Grinkó i l'esposa de Tarkovski, Irma Raüix.

## Argument
La pel·lícula narra la història d'un nen orfe, Ivan (Nikolai Burliàiev), i de la seva infància durant la Segona Guerra Mundial. La seva família ha mort a les mans de soldats alemanys. Ivan és adoptat per una unitat de l'Exèrcit Roig en el front oriental. En una forma de venjança el petit Ivan es decideix a col·laborar amb les tropes soviètiques, i, gràcies a la seva petita alçària, realitza amb èxit labors d'exploració que requereixen que creui les línies enemigues diverses vegades. La infància d'Ivan és un dels films soviètics de finals dels anys 1950 que se centren en el cost humà de la guerra en lloc de glorificar les victòries de l'Exèrcit Roig; glorificar les victòries de l'Exèrcit Roig en la Segona Guerra Mundial va ser molt comú durant l'època del Comunisme.

## Comentaris
Va ser el primer llargmetratge dirigit per Tarkovski. Va tenir un notable èxit de crítica i es va difondre internacionalment. El mateix any de la seva estrena va ser guardonat amb el Lleó d'Or en el Festival de Cinema de Venècia i el Premi Golden Gate en el Festival de San Francisco. Grans directors, com Ingmar Bergman, Serguei Parajanov i Krzysztof Kieślowski han lloat la pel·lícula, declarant que ha influït en la seva obra.